# Eberhard Goldhahn
Eberhard Goldhahn (* 8. März 1927 in Bernsbach; † 2. März 2022) war ein deutscher Jurist und Politiker (CDU). Seine Partei vertrat er 1990 in Volkskammer und Bundestag.

## Berufliches Wirken
Nach dem Besuch der Volksschule im erzgebirgischen Bernsbach absolvierte Goldhahn von 1940 bis 1943 die Handelsschule in Aue. Später wurde Goldhahn zum Kriegsdienst eingezogen. Er geriet in amerikanische Gefangenschaft und wurde 1946 entlassen. Anschließend legte er 1947 an der Wirtschaftsoberschule Leipzig sein Abitur ab, um danach bis 1950 Jura in Leipzig zu studieren. Goldhahn legte nur sein 1. juristisches Staatsexamen ab. 1951 fand er eine Anstellung in der Zentrale der Deutschen Investitionsbank, der späteren Industrie- und Handelsbank der DDR in Berlin. Dort war er bis 1969 tätig. In dieser Zeit ließ er sich 1967 an der Hochschule für Ökonomie Berlin zum Dr. jur. promovieren. Gegenstand der Dissertation war das Thema Rechtliche Probleme der Gewährung verzinslicher Investitionskredite an volkseigene Industriebetriebe. 1969 wechselte Goldhahn an die Humboldt-Universität zu Berlin. Dort war er zunächst als wissenschaftlicher Sekretär des Prorektors bis 1970 tätig. Anschließend lehrte er als Hochschuldozent für Finanzrecht an der Sektion Wirtschaftswissenschaften bis 1991. Während seiner Lehrtätigkeit ließ er sich 1976 zum Dr. sc. jur. an seiner Universität promovieren. Dissertationsthema war diesmal Probleme der gegenwärtigen und künftigen rechtlichen Regelung der Finanzbeziehungen der volkseigenen Wirtschaft in der DDR. 1992 trat Goldhahn in den Ruhestand ein.
Er lebte in Blankenfelde, war verheiratet und dreifacher Vater. Er starb am 2. März 2022.

## Politisches Wirken
Goldhahn trat schon 1947 in die CDU ein. Für seine Partei saß er von 1965 bis 1990 im Gemeinderat von Blankenfelde. 1990 stellte die CDU ihn als Kandidat zu den Volkskammerwahlen auf. Er erhielt im Wahlkreis 12 (Bezirk Potsdam) den Listenplatz 4. Da seine Partei 8 Mandate gewann, wurde Goldhahn Volkskammerabgeordneter. Auf Vorschlag seiner Partei wurde er zudem als Parteivertreter in das Volkskammerpräsidium gewählt. Goldhahn gehörte weiterhin zu den 144 Abgeordneten, die am 3. Oktober  1990 in den Bundestag einzogen. Dort verblieb er bis zum 20. Dezember 1990.
In der Tageszeitung Neue Zeit wurde Goldhahn im Jahre 1980 zusammen mit einem weiteren CDU-Mitglied aus der Wissenschaft, dem Hochschuldozenten für Versicherungsrecht Siegfried Schulze abgebildet, als beide im 35. Gründungsjahr der CDU   während einer Konferenzpause im Gespräch vertieft waren.

## Weblink
- Biografie von Eberhard Goldhahn. In: Wilhelm H. Schröder: Die Abgeordneten der 10. Volkskammer der DDR (Volkparl)